# Canton d'Aveyron et Tarn
Le canton d'Aveyron et Tarn est une circonscription électorale française du département de l'Aveyron, créée par le décret du 21 février 2014 et entrée en vigueur lors des élections départementales de 2015.

## Histoire
Un nouveau découpage territorial de l'Aveyron entre en vigueur en mars 2015, défini par le décret du 21 février 2014, en application des lois du 17 mai 2013 (loi organique 2013-402 et loi 2013-403). Les conseillers départementaux sont, à compter de ces élections, élus au scrutin majoritaire binominal mixte. Les électeurs de chaque canton élisent au Conseil départemental, nouvelle appellation du Conseil général, deux membres de sexe différent, qui se présentent en binôme de candidats. Les conseillers départementaux sont élus pour 6 ans au scrutin binominal majoritaire à deux tours, l'accès au second tour nécessitant 12,5 % des inscrits au premier tour. En outre la totalité des conseillers départementaux est renouvelée. Ce nouveau mode de scrutin nécessite un redécoupage des cantons dont le nombre est divisé par deux avec arrondi à l'unité impaire supérieure. En Aveyron, le nombre de cantons passe ainsi de 46 à 23. Le canton d'Aveyron et Tarn fait partie des vingt et un nouveaux cantons du département, deux cantons conservant leur dénomination (Saint-Affrique et Villefranche-de-Rouergue).

## Représentation
| Période élective | Période élective | Mandat | Mandat   | Identité        | Nuance | Nuance | Qualité |
| ---------------- | ---------------- | ------ | -------- | --------------- | ------ | ------ | --- |
| 2015             | 2021             | 2015   | 2021     | André At        |        | LR     | Agriculteur - Commissionnaire en bestiaux , maire de Crespin Ancien conseiller général du canton de La Salvetat-Peyralès 1er vice président Conseil départemental de l'Aveyron |
| 2015             | 2021             | 2015   | 2021     | Brigitte Mazars |        | LR     | Agricultrice à Cruorques, La Bastide-l'Évêque (Le Bas-Ségala) |
| 2021             | 2028             | 2021   | en cours | André At        |        | LR     | Conseiller sortant, Vice-Président rapporteur général du budget et chargé des routes                                                                                           |
| 2021             | 2028             | 2021   | en cours | Brigitte Mazars |        | LR     | Conseillère sortante |

### Résultats détaillés

#### Élections de mars 2015
Lors des élections départementales de 2015, le binôme composé de André At et Brigitte Mazars (UMP) est élu au 1er tour avec 57,54 % des suffrages exprimés, devant le binôme composé de Chantal Chevallier et Patrice Couronne (PS) (28,06 %). Le taux de participation est de 62,14 % (5 725 votants sur 9 213 inscrits) contre 59,71 % au niveau départemental et 50,17 % au niveau national.

#### Élections de juin 2021
Le premier tour des élections départementales de 2021 est marqué par un très faible taux de participation (33,26 % au niveau national). Dans le canton d'Aveyron et Tarn, ce taux de participation est de 46,7 % (4 221 votants sur 9 039 inscrits) contre 43,28 % au niveau départemental. À l'issue de ce premier tour,  le binôme constitué de André At et Brigitte Mazars (Union à droite, 71,26 %), est élu avec 71,26 % des suffrages exprimés.

## Composition
Lors de création, le canton d'Aveyron et Tarn était composé de dix-neuf communes entières.
À la suite de la fusion des communes de La Bastide-l'Évêque, Saint-Salvadou et Vabre-Tizac au 1er janvier 2016 pour former la commune nouvelle du Bas-Ségala, il est composé des dix-sept communes suivantes :
| Nom                                 | Code Insee | Intercommunalité            | Superficie (km2) | Population (dernière pop. légale) | Densité (hab./km2) | Modifier                                    |
| ----------------------------------- | ---------- | --------------------------- | ---------------- | --------------------------------- | ------------------ | ------------------------------------------- |
| Rieupeyroux (bureau centralisateur) | 12198      | CC Aveyron Bas Ségala Viaur | 54,81            | 1 922 (2022)                      | 35                 | modifier les données · modifier les données |
| Le Bas Ségala                       | 12021      | CC Aveyron Bas Ségala Viaur | 82,33            | 1 610 (2022)                      | 20                 | modifier les données · modifier les données |
| Bor-et-Bar                          | 12029      | CC Ouest Aveyron Communauté | 12,92            | 198 (2022)                        | 15                 | modifier les données · modifier les données |
| La Capelle-Bleys                    | 12054      | CC Aveyron Bas Ségala Viaur | 15,63            | 355 (2022)                        | 23                 | modifier les données · modifier les données |
| Castelmary                          | 12060      | CC Pays Ségali              | 11,81            | 118 (2022)                        | 10,0               | modifier les données · modifier les données |
| Crespin                             | 12085      | CC Pays Ségali              | 18,35            | 317 (2022)                        | 17                 | modifier les données · modifier les données |
| La Fouillade                        | 12105      | CC Ouest Aveyron Communauté | 32,54            | 1 113 (2022)                      | 34                 | modifier les données · modifier les données |
| Lescure-Jaoul                       | 12128      | CC Aveyron Bas Ségala Viaur | 18,52            | 222 (2022)                        | 12                 | modifier les données · modifier les données |
| Lunac                               | 12135      | CC Ouest Aveyron Communauté | 18,78            | 435 (2022)                        | 23                 | modifier les données · modifier les données |
| Monteils                            | 12150      | CC Ouest Aveyron Communauté | 17,19            | 469 (2022)                        | 27                 | modifier les données · modifier les données |
| Morlhon-le-Haut                     | 12159      | CC Ouest Aveyron Communauté | 22,09            | 555 (2022)                        | 25                 | modifier les données · modifier les données |
| Najac                               | 12167      | CC Ouest Aveyron Communauté | 53,88            | 736 (2022)                        | 14                 | modifier les données · modifier les données |
| Prévinquières                       | 12190      | CC Aveyron Bas Ségala Viaur | 20,86            | 275 (2022)                        | 13                 | modifier les données · modifier les données |
| Saint-André-de-Najac                | 12210      | CC Ouest Aveyron Communauté | 25,10            | 455 (2022)                        | 18                 | modifier les données · modifier les données |
| La Salvetat-Peyralès                | 12258      | CC Aveyron Bas Ségala Viaur | 54,24            | 1 001 (2022)                      | 18                 | modifier les données · modifier les données |
| Sanvensa                            | 12259      | CC Ouest Aveyron Communauté | 25,48            | 643 (2022)                        | 25                 | modifier les données · modifier les données |
| Tayrac                              | 12278      | CC Aveyron Bas Ségala Viaur | 15,73            | 188 (2022)                        | 12                 | modifier les données · modifier les données |
| Canton d'Aveyron et Tarn            | 1202       |                             | 500,26           | 10 612 (2022)                     | 21                 | modifier les données                        |

## Démographie
En 2022, le canton comptait 10 612 habitants, en évolution de −0,03 % par rapport à 2016 (Aveyron : +0,37 %, France hors Mayotte : +2,11 %).
| 2013   | 2018   | 2022   |
| ------ | ------ | ------ |
| 10 760 | 10 623 | 10 612 |